# Acalolepta bifasciata
Acalolepta bifasciata es una especie de escarabajo del género Acalolepta, familia Cerambycidae. Fue descrita científicamente por Westwood en 1848.
Habita en India y Vietnam. Mide entre 30 y 32 mm.